# Szymon Bogumił Zug

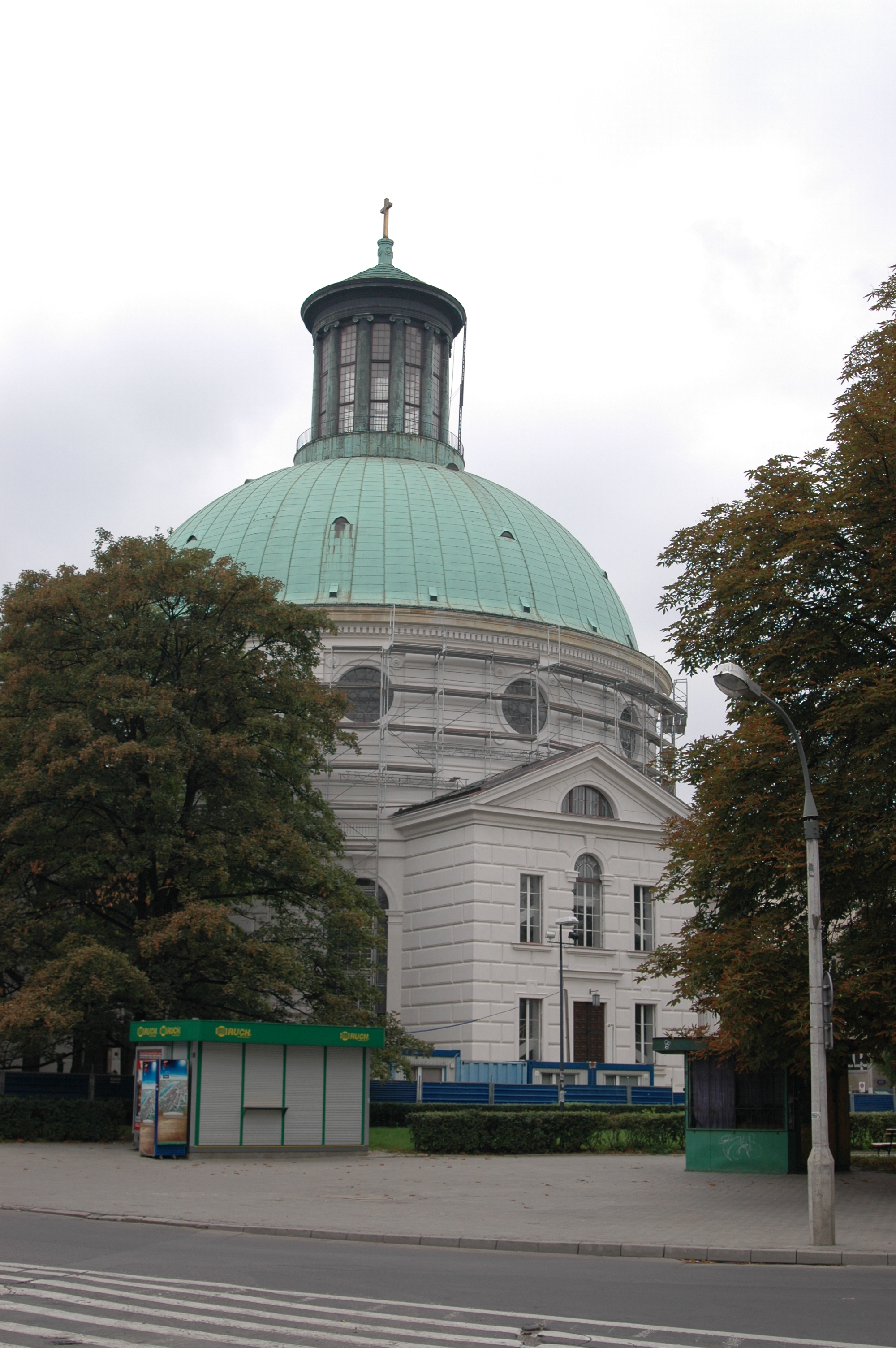
Chiesa della Santa Trinità a Varsavia

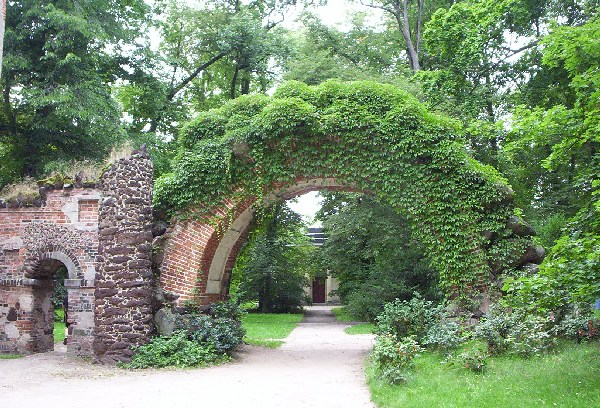
Romantico arco in pietra nel giardino dell'Arcadia

Szymon Bogumił Zug, nato Simon Gottlieb Zug e noto anche come Zugk, (Merseburg, 20 febbraio 1733 – Varsavia, 11 agosto 1807), è stato un architetto tedesco naturalizzato polacco e architetto del paesaggio.

## Biografia
Nato in Sassonia, passò gran parte della sua vita in Polonia dove, nel 1768, fu creato nobile.
Uno dei più versatili e prolifici architetti della sua epoca, progettò decine di palazzi e chiese. Come architetto del paesaggio, si ispirò al primo romanticismo. Fra le più notevoli opere di Zug si ricordano:
- Chiesa luterana della Santa Trinità di Varsavia, nota anche come chiesa di Zug (1777–1782)
- Palazzo Natolin (1780–1782)
- Palazzo Młociny (1786)
- Palazzo Blank (in polacco Pałac Blanka 1762–1764)
- Palazzo Poniatowski (1772)
- Il giardino anglo-cinese del Palazzo di Wilanów  (1784)[1]

Zug fece da supervisore nella ristrutturazione dell'Arsenale di Varsavia, disegnando le romantiche rovine del giardino di Arcadia vicino Łowicz e il giardino del Palazzo Jablonna. Morì a Varsavia e venne tumulato nel Cimitero della Chiesa evangelica augustana a Varsavia.